# Shelly Poole
Pour les articles homonymes, voir Shelly et Poole.
Shelly Poole, née Michelle Lena Poole le 4 juillet 1972 à Barking dans le Grand Londres, est une chanteuse, auteur-compositeur anglaise.

## Biographie
Elle est la fille du musicien Brian Poole.
Avec sa sœur, Karen Poole, elles ont formé le groupe Alisha's Attic.
En 2001, elle s'est mariée avec le guitariste écossais Ally McErlaine.
En 2006, elle coécrit et chante la chanson Borderline de Michael Gray.

## Discographie sous Alisha's Attic

### Albums
- Alisha Rules the World (novembre 1996, UK #14)[1]
- Japanese Dream (1997, Japan-only release)
- Illumina (octobre 1998, UK #15)[1]
- The House We Built (23 juillet 2001, produit par Bill Bottrell, enregistré au studio Bill Bottrell's à Mendocino, UK #55)[1]
  1. "Sex Is On Everyone's Tongue"
  2. "Can't Say Sorry"
  3. "Push It All Aside" (single)
  4. "Pilot"
  5. "The House That We Built"
  6. "Pretender Got My Heart" (single)
  7. "That Other Girl"
  8. "Perfectly Happy"
  9. "She Ain't Missing You"
  10. "If You Want Me Back"
  11. "Devil You Call Love"
  12. "Dreaming"
- The Attic Vaults 1 (août 2001, produit par Alisha's Attic); After separating from Mercury Records, Karen et Shelly produced and released an album of tracks that had been held back from their previous albums.

1. "Strangers"
2. "Taken Back"
3. "Don't Let Love Bring You Down"
4. "The Last Letter"
5. "Too Far Forgotten"
6. "Real Love"
7. "When U Coming Home?"
8. "Impossible Dreamer"
9. "Flaws"
10. "Free"
11. "Stay Will U Stay"
12. "She's A Heroine"

- The Collection (7 juillet 2003)

### Singles
- 1996 "I Am, I Feel" UK #14[1],[2]
- 1996 "Alisha Rules the World" UK #12[1]
- 1997 "Indestructible" UK #12[1]
- 1997 "Air We Breathe" UK #12[1]
- 1998 "The Incidentals" UK #13[3],[1]
- 1999 "Wish I Were You" UK #29[1]
- 2000 "Barbarella" UK #34[1]
- 2001 "Push It All Aside" UK #24[1]
- 2001 "Pretender Got My Heart" UK #43[1]